# JXTA
JXTA jest zbiorem otwartych i uogólnionych protokołów pozwalającym pracującym w sieci urządzeniom (takim jak telefony komórkowe, palmtopy, komputery PC, serwery, itp.) na komunikację w stylu peer-to-peer.
Skrót JXTA pochodzi od angielskiego słowa juxtapose (zestawiać).
Użytkownicy (peers) sieci JXTA tworzą wirtualną sieć, w której mogą współdziałać bez względu no to czy inni użytkownicy są za firewallem lub NAT-em czy też używają różnych protokołów transportu.
Cele projektu JXTA:
- współdziałanie - między różnymi systemami i społecznościami peer-to-peer
- niezależność od platformy - różne języki programowania, systemy i sieci
- wszechobecność - w każdym urządzeniu cyfrowym

Możliwości:
- znajdowanie użytkowników i zasobów w sieci nawet poprzez firewalle
- wymiana plików między dowolnymi użytkownikami w sieci
- tworzenie własnych grup użytkowników, znajdujących się w różnych sieciach
- bezpieczna komunikacja między użytkownikami w sieci publicznej